# Jethal
Jethal (en népalais : जेथल) est un comité de développement villageois du Népal situé dans le district de Sindhulpalchok. Au recensement de 2011, il comptait 2 553 habitants.